# إبراهيم النقاش
إبراهيم النقاش لاعب كرة قدم مغربي دولي، من مواليد 5 من شهر ماي 1982 بمدينة الدارالبيضاء، يشغل مركز وسط ميدان ، ويلعب حاليا بنادي الوداد الرياضي.

## مسيرته
بدأ مسيرته مع نادي الوداد الرياضي الذي تدرج عبر جميع فئاته وصعد للفريق الأول موسم 1996 / 1997 رغم أنه لم يخض مباريات كثيرة ثم خاض تجربة إحترافية في الدوري الليبي لمدة سنة ونصف ثم في الدوري التونسي ل 6 أشهر قبل أن يعود لحمل قميص نادي اتحاد المحمدية والمغرب التطواني من موسم 2007 إلى 2009 ، ثم إنتقل إلى نادي الجيش الملكي وذلك موسم 2009 إلى موسم 2012 ، وينتقل بعدها إلى نادي الدفاع الجديدي موسم 2012 إلى 2014 ، ليلتحق بعد هذه التجربة الكبيرة بصفوف القلعة الحمراء نادي الوداد الرياضي موسم 2014.
حمل قميص المنتخب الوطني المغربي المحلي، وكذلك لعب في المنتخب الأول.

## إنجازاته
• مع الجيش الملكي :
- كأس العرش (مرة واحدة): 2009

• مع الدفاع الحسني الجديدي:
- كأس العرش (مرة واحدة): 2013

• مع الوداد الرياضي:
- الدوري المغربي (3 مرات): 2017,2015 , 2019
- دوري أبطال إفريقيا (مرة واحدة): 2017
- كأس السوبر الإفريقي (مرة واحدة): 2018

## وصلات خارجية
- إبراهيم النقاش على موقع الاتحاد الدولي (مؤرشف)  (الإنجليزية)
- إبراهيم النقاش على موقع قاعدة بيانات كرة القدم.إي يو (الإنجليزية)
- إبراهيم النقاش على موقع «كووورة»
- حوار إبراهيم النقاش في بيان اليوم يوم 27 - 02 - 2018
- إبراهيم النقاش على موقع "footballdatabase.eu"
- (بالعربية) (فيديو) إبراهيم النقاش: «شرف لي أن أحمل قميص المنتخب الوطني الأول»
- (بالعربية) (حوار) إبراهيم النقاش: هذه بداية عودة الوداد لزمنه الذهبي
- (بالعربية) (فيديو) فقرة «بورتريه» تسلط الضوء على العميد إبراهيم النقاش «مغرب اليوم»
- (بالعربية) موقع (رياضة.ما) المغربي لكرة القدم المغربية
- (بالعربية) موقع جريدة (المنتخب) المغربية المتخصصة في أخبار الرياضة المغربية